# Ruila järv
Ruiljärv är en sjö i Estland.   Den ligger i landskapet Harjumaa, i den västra delen av landet, 30 km sydväst om huvudstaden Tallinn. Ruiljärv ligger 45 meter över havet.  I omgivningarna runt Ruiljärv växer i huvudsak blandskog.